# Cryptothelea javanica
Cryptothelea javanica är en fjärilsart som beskrevs av Swinhoe 1892. Cryptothelea javanica ingår i släktet Cryptothelea och familjen säckspinnare. Inga underarter finns listade i Catalogue of Life.